# Socjalistyczna Partia Timoru Wschodniego
Socjalistyczna Partia Timoru Wschodniego (Partido Socialista de Timor) – partia o charakterze socjalistycznym, założona w kwietniu 2001 na Timorze Wschodnim. Głównym założeniem partii jest stworzenie socjalistycznego społeczeństwa wolnego od klas, imperializmu i wyzysku, a także poprawienie losu robotników.

## Czołowi politycy
Przewodniczącym partii jest Nelson Correira, marksistowski działacz powiązany z indonezyjską partią PRD. Czołową postacią partii, Sekretarzem Generalnym i rzecznikiem jest także Avelino Coelho da Silva. Zastępcą Sekretarza Generalnego jest Antonio Lopes Maher.

## Historia
SPTW jest partią pochodną FRETILIN. W 1990 da Silva założył organizację pod nazwą Associação Socialista Timorense z siedzibą w Dżakarcie. Skupiała ona głównie emigrantów z Timoru Wschodniego, którzy pracowali lub studiowali w ojczyźnie. W 1998 AST przekształcono w SPTW.
W lipcu 2007 do SPTW dołączyło jeszcze pięć innych partii, którym nie udało się przekroczyć trzyprocentowego progu wyborczego, tworząc Liga Democrática Progressiva (LDP), mającą na celu stanowienie platformy wielu partii poza parlamentem.
W pierwszych wyborach na Timorze Wschodnim SPTW otrzymało 1,78% głosów i jedno miejsce w parlamencie. W kolejnych wyborach w 2007 SPTW osiągnęło gorszy wynik (3.982 głosy) i nie zdołało przekroczyć progu wyborczego.

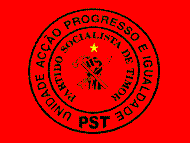
Logo SPTW

| Wybory | Poparcie | Zmiana punktów procentowych | Mandaty | Zmiana |
| ------ | -------- | --------------------------- | ------- | ------ |
| 2001   | 1,78%    | -                           | 1       | -      |
| 2007   | 0,96%    | 0,82                        | 0       | 1      |
| 2012   | 2,41%    | 1,45                        | 0       | -      |
| 2017   | 0,9%     | 1,51                        | 0       | -      |

## Działalność
SPTW skrytykował wprowadzenie języka portugalskiego jako drugiego języka oficjalnego po tetum twierdząc, że większość mieszkańców Timoru Wschodniego nie włada nowowprowadzonym językiem. Jako alternatywę proponowało użycie języka indonezyjskiego (bahasa indonesia) jako język pomocniczy.
SPTW jest partią demokratyczną. Jako cele partii postawiono możliwość dostępu do darmowej edukacji, przestrzeganie praw człowieka, zniesienie wszelkich klas dyskryminujących ludność, zrównanie praw mężczyzn i kobiet, zniesienie prostytucji i poligamii, zapewnienie mieszkań, wspomaganie rolnictwa jako podstawy gospodarki, sprawiedliwy podział ziemi uprawnej, wywłaszczenie wszelkich majątków, prawo wolności religijnej, wolności prasy i ochrony zdrowotnej, ochrony środowiska, rozwój turystyki i ustanowienie dobrych stosunków między państwami południowo-wschodniej Azji.